# Кременчуківська сільська рада
Кременчукі́вська сільська́ ра́да — адміністративно-територіальна одиниця та орган місцевого самоврядування у Красилівському районі Хмельницької області. Адміністративний центр — село Кременчуки.

## Загальні відомості
- Населення ради: 2 488 осіб (станом на 2001 рік)

## Населені пункти
Сільській раді були підпорядковані населені пункти:
- с. Кременчуки
- с. Великі Юначки
- с. Лісова Волиця
- с. Малі Юначки
- с. Медці

## Склад ради
Рада складалася з 16 депутатів та голови.
- Голова ради: Поліщук Микола Якович
- Секретар ради: Гуменюк Наталія Анатоліївна

### Керівний склад попередніх скликань
| Прізвище, ім'я, по батькові | Основні відомості                                                                       | Дата обрання | Дата звільнення |
| --------------------------- | --------------------------------------------------------------------------------------- | ------------ | --------------- |
| Рудюк Леонід Петрович       | Сільський голова, 1954 року народження                                                  | 26.03.2006   | 31.10.2010      |
| Поліщук Микола Якович       | Сільський голова, 1957 року народження, освіта середня спеціальна, член Народної партії | 31.10.2010   |                 |

Примітка: таблиця складена за даними сайту Верховної Ради України

### Депутати
За результатами місцевих виборів 2010 року депутатами ради стали:

#### За суб'єктами висування
| Суб'єкт висування                 | Кількість обраних депутатів | %    |
| --------------------------------- | --------------------------- | ---- |
| Народна партія                    | 7                           | 43,8 |
| Партія регіонів                   | 5                           | 31,3 |
| Політична партія «Сильна Україна» | 2                           | 12,5 |
| Політична партія «Наша Україна»   | 1                           | 6,3  |
| Самовисування                     | 1                           | 6,3  |

#### За округами
| № округу                          | Прізвище, ім'я, по батькові        | Дата визнання обраним | Освіта             | Партійна приналежність | Відомості про обраного депутата                                                                     |
| --------------------------------- | ---------------------------------- | --------------------- | ------------------ | ---------------------- | --------------------------------------------------------------------------------------------------- |
| Народна Партія                    |                                    |                       |                    |                        | |
| 4                                 | Казмірук Людмила Михайлівна        | 05.11.2010            | середня спеціальна | член Народної партії   | Бухгалтер — касир, тОВ «Євразія Сервіс»                                                             |
| 5                                 | Морозюк Валентин Федорович         | 05.11.2010            | середня спеціальна | член Народної партії   | Начальник рибного господарства, тОВ «Євразія Сервіс»                                                |
| 6                                 | Синявська Людмила Іванівна         | 05.11.2010            | середня спеціальна | член Народної партії   | Диспетчер автопарку, тОВ «Євразія Сервіс»                                                           |
| 9                                 | Саківський Сергій Іванович         | 05.11.2010            | середня            | член Народної партії   | водій, тОВ «Євразія Сервіс»                                                                         |
| 10                                | Дідух Руслан Миколайович           | 05.11.2010            | незакінчена вища   | позапартійний          | охоронник, державна інспекція захисту рослин, державний сторож станції захисту рослин с. Кременчуки |
| 14                                | Антонюк Василь Васильович          | 05.11.2010            | вища               | позапартійний          | ТОВ «Євразія Сервіс», агроном                                                                       |
| 16                                | Мудь Василь Федорович              | 05.11.2010            | середня спеціальна | позапартійний          | ТОВ «Євразія Сервіс», агроном                                                                       |
| Партія регіонів                   |                                    |                       |                    |                        | |
| 2                                 | Романюк Іван Богданович            | 05.11.2010            | середня спеціальна | позапартійний          | тимчасово не працює                                                                                 |
| 7                                 | Бугрим Олег Іванович               | 05.11.2010            | вища               | позапартійний          | Державний інспектор, державна інспекція захисту рослин                                              |
| 11                                | Гуменюк Наталія Анатоліївна        | 05.11.2010            | середня спеціальна | позапартійна           | секретар сільської ради, кременчуківськасільська рада                                               |
| 12                                | Рубін Ігор Олексійович             | 05.11.2010            | вища               | позапартійний          | Директор школи, великоюначківська ЗОШ І-ІІС.                                                        |
| 15                                | Оляновська Олена Романівна         | 05.11.2010            | вища               | позапартійна           | Спеціаліст (земелевпорядник, кременчуківська сільська рада)                                         |
| Політична партія «Наша Україна»   |                                    |                       |                    |                        | |
| 1                                 | Грицюк Анатолій Миколайович        | 05.11.2010            | середня            | позапартійний          | слюсар, красилівська філія «Красилівгаз»                                                            |
| Політична партія «Сильна Україна» |                                    |                       |                    |                        | |
| 3                                 | Таргоній Володимир Романович       | 05.11.2010            | вища               | позапартійний          | Керуючий відділеням, тОВ «Євразія Сервіс»                                                           |
| 13                                | Саківський Станіслав Станіславович | 05.11.2010            | середня спеціальна | позапартійний          | Тракторист, тОВ «Євразія Сервіс»                                                                    |
| Самовисування                     |                                    |                       |                    |                        | |
| 8                                 | Гриценюк Ольга Петрівна            | 05.11.2010            | вища               | позапартійна           | приватний підприємець                                                                               |